# Adamov (district de České Budějovice)
Pour les articles homonymes, voir Adamov.
Adamov  (en allemand : Adamstadt ou Adamstädtel, précédemment : Adamsdorf) est une commune du district de České Budějovice, dans la région de Bohême-du-Sud, en République tchèque. Sa population s'élevait à 1 014 habitants en 2023.

## Géographie
Adamov se trouve à 6 km au nord-est de České Budějovice — et fait partie de son agglomération — et à 120 km au sud de Prague.
La commune est limitée par Hůry à l'ouest et au nord, par Libníč au nord-est, par Jivno à l'est, par Rudolfov au sud.

## Histoire
La première mention écrite du village date de 1554.

## Transports
Par la route, Adamov se trouve à 6,6 km de České Budějovice et à 148 km de Prague.

## Personnalité
- Jindřich Svoboda (né en 1952 à Adamov), footballeur.